# Samorząd Regionu Chof ha-Karmel
Samorząd Regionu Chof ha-Karmel (hebr. מועצה אזורית חוף הכרמל) – samorząd regionu położony w dystrykcie Hajfa, w Izraelu.

## Położenie
Samorządowi podlegają tereny na wybrzeżu Morza Śródziemnego pomiędzy miastami Hajfą i Haderą. Siedziba władz administracyjnych znajduje się w kibucu En Karmel.

## Osiedla
Pod administracją samorządu znajdują się tereny o powierzchni 180 km², na których mieszka około 21 300 ludzi.

### Kibuce
| - Bet Oren - En Karmel - Ha-Choterim - Ma’agan Micha’el | - Majan Cewi - Nachszolim - Newe Jam - Sedot Jam |

### Moszawy
| - Bat Szelomo - Bet Chananja - Cerufa - Dor - En Ajjala - Gewa Karmel | - Ha-Bonim - Kerem Maharal - Megadim - Nir Ecjon - Ofer |

### Wioski
| - Ajn Haud - Atlit - Cezarea - En Hod | - Kefar Gallim - Kefar Cewi Sitrin - Me’ir Szefeja |